# Petyr Czobanow
Petyr Panduszew Czobanow, bułg. Петър Пандушев Чобанов (ur. 20 lipca 1976 w Jambole) – bułgarski ekonomista, nauczyciel akademicki i polityk, w latach 2013–2014 minister finansów, deputowany.

## Życiorys
W 2000 ukończył makroekonomię na Uniwersytecie Gospodarki Narodowej i Światowej, kształcił się też w Joint Vienna Institute. W 2006 obronił doktorat w zakresie finansów. Został wykładowcą na macierzystej uczelni, objął na niej stanowisko profesorskie. Wykładał m.in. politykę monetarną, ryzyko systemowe, stabilność finansową i finanse międzynarodowe. Autor publikacji naukowych oraz członek organizacji ekonomicznych. Od 2000 zatrudniony jako analityk w Narodowym Banku Bułgarii, uczestniczył także w negocjacjach akcesji Bułgarii do Unii Europejskiej. Kierował następnie państwową agencją analiz i prognoz ekonomicznych (2005–2009) oraz komisją nadzoru finansowego (2009–2010). Od maja 2013 do sierpnia 2014 pozostawał ministrem finansów w gabinecie Płamena Oreszarskiego z rekomendacji Bułgarskiej Partii Socjalistycznej.
W 2013 po raz pierwszy uzyskał mandat posła do Zgromadzenia Narodowego (z ramienia koalicji skupionej wokół socjalistów). Później związał się z Ruchem na rzecz Praw i Wolności, z jego ramienia wchodził w skład parlamentu 43., 46., 47., 48. i 49. kadencji. W 2023 objął stanowisko zastępcy prezesa bułgarskiego banku centralnego.